# Саразов, Дмитрий Анатольевич
Дмитрий Анатольевич Саразов (род. 19 апреля 1980, Пенза) — российский хоккеист, защитник. Тренер.

## Биография
Воспитанник хоккейной школы Пензы, в 16 лет перешёл в «Ладу» Тольятти. В сезонах 1996/97 — 1999/2000 выступал за вторую команду, сыграв за это время 12 матчей за «Ладу» в РХЛ. В 20 лет получил тяжёлую травму, долго восстанавливался. Транзитом через ЦСК ВВС отправился в пермский «Молот-Прикамье». Сезон 2001/02 начал в заволжском «Моторе», затем попал в нижегородское «Торпедо». Сезон 2002/03 провёл в «Дизеле-2», следующие шесть — в «Дизеле». В 2009 году, после ухода из команды главного тренера Юрия Воробьёва, Саразов тоже ушёл из команды. Сезон 2009/10 начал в глазовском «Прогрессе», затем провёл в новочебоксарском «Соколе», как и в предыдущей команде, четыре матча. Закончил сезон — и отыграл следующий — в волжской «Ариаде-Акпарс». Сезон 2011/12 отыграл в воронежском «Буране». В 2012 Саразов вместе с рядом других воспитанников пензенского хоккея перешёл в «Мордовию», которую тренировал Воробьёв. С 2014 года стал капитаном команды. Играл в команде до 2019 года.
Детско-юношеский тренер.